# Catedrala Sfântul Mihail din Veszprém
Catedrala din Veszprém, cu hramul Sfântul Mihail, este un monument de arhitectură romanică și gotică din sec. XI-XV.
În secolul al XVIII-lea catedrala a fost un important centru muzical, aici fiind interpretate, imediat după compunerea lor, mai multe piese de Wolfgang Amadeus Mozart, Joseph Haydn și Ludwig van Beethoven.